# Чёрная (приток Сивы)
Чёрная — река в России, протекает в Большесосновском районе Пермском крае. Правый приток реки Сивы (приток Камы).

## География
Река Чёрная берёт начало у села Кленовка. Течёт на юг. Устье реки находится у села Черновское в 134 км по правому берегу реки Сива. Длина реки составляет 38 км. Высота устья — 106,8 м над уровнем моря.
Притоки (от истока до устья): Чёрная 1-я, Кулизеня, Малая Чёрная, Потка.

## Данные водного реестра
По данным государственного водного реестра России относится к Камскому бассейновому округу, водохозяйственный участок реки — Кама от Воткинского гидроузла до Нижнекамского гидроузла, без рек Буй (от истока до Кармановского гидроузла), Иж, Ик и Белая, речной подбассейн реки — бассейны притоков Камы до впадения Белой. Речной бассейн реки — Кама.
Код объекта в государственном водном реестре — 10010101412111100015403.